# Max Dehning
Max Dehning, född 9 september 2004, är en tysk friidrottare som tävlar i spjutkastning.

## Karriär
Vid juniorvärldsmästerskapen i friidrott 2022 tog han silver i spjutkastning. Vid junioreuropamästerskapen i friidrott 2023 tog han silver i samma disciplin.